# Ambrus József
Ambrus József (Gyergyószentmiklós,(Gyergyószárhegy) 1966. február 14. –) erdélyi származású magyarországi költő.Iskolái; Gyergyószentmiklós, Gyulafehérvári Római Katolikus  Kántoriskola.
Szegedi Tudományegyetem Bölcsészet Tudományi Kar.

## Élete
Magyarországra költözött. Vallomásában írja: „Tizenhat éves korom óta írok. Időközben abbahagytam különböző nehézségek, megpróbáltatások miatt, de a vers mindig a véremben lüktetett...".
Tagja a Váci Mihály Irodalmi Körnek, a Szabolcsi Írótábornak és az Erzsébetvárosi Irodalmi Esték szellemi műhelyének. Első versei a kolozsvári Utunk folyóiratban jelentek meg. Majd – hosszú hallgatás után – több antológia közölte írásait. Újabban a Kelet Felől című irodalmi, művészeti és társadalomtudományi folyóirat, valamint az Arcok és énekek antológia (2013) közölték verseit.

## Megjelent könyvei
FÉRFI ÉNEK (2012); Kifosztott szépség (2013). Harmadik kötete – Golgotavirág (2014) – folytatja a személyesség és a sors közvetlen élményeinek megörökítését, illetve azok elemzését. Szintézisre törekvő összegzéseiben mindig a család, a szeretet, a szűkebb és tágabb értelemben vett közösség kap legnagyobb hangsúlyt. Költői nyelvéből is a béke, a békés egymás mellett élés grammatikáját érezhetjük. A kiegyensúlyozott létezésre való törekvés, egy szebb világ áhítása igazán rokonszenves emberi és költői magatartás. Ahogyan a könyv címe is jelzi – Golgotavirág –, az emlék terheinek cipelése, megszenvedése fölvillantja a virág képét, szimbólumát, az egyetlen reményt is.

### Verseskötetei
- Férfiének. Ambrus József versei; magánkiadó, Budapest, 2012
- Kifosztott szépség, 2013
- Golgotavirág, 2014
- Az élet bolondja, 2015
- Egy marék szerenád; Aposztróf, Budapest, 2016
- Törékeny tekintet; Aposztróf, Budapest, 2019
- Egyedül Európában, 2020
- Levegő vére, 2022
- Folyékony labirintus; 2023 Hungarovox kiadó
- Folyékony labirintus; 2024 Szerb nyelven - Alma kiadó
- Folyékony labirintus; 2025 Angol nyelven, Kanada Libros Libertad kiadó
- Töviskereszt; 2025 Hungarovox kiadó
- Töviskereszt; 2025 Román nyelven - Tipo Moldova kiadó, Iasi (Jászváros)

Több tucat antológia közölte verseit.

## További megjelenései
- Kolozsvár, Utunk Irodalmi folyóirat
- Hargita Népe
- David Arts Jubileumi Antológia, 2002–2012
- Jubileumi emlékdíj, 2012
- Lírikusok Irodalmi műhely, 2012
- Sodrásban, 2012, antológia
- Érintések Holnap Magazin, 2012
- Ünnep, irodalmi antológia, 2012
- Országos Mécs László, irodalmi antológia
- Infinitívusz Tájékoztatások a harcvonalról, antológia, 2013
- Poet Antológia 2013, 2014, 2015, 2016
- Verselő Antológia 2012, 2013, 2014, 2015, 2016, 2018
- Idő, antológia, 2013
- Arcok és Énekek verses antológia, 2013, Rím könyvkiadó
- Magyarok vagyunk Európában
- Kortárs versek iskolai és ünnepi alkalmakra, 2013
- Szavak csillámló hóesése antológia, 2013, Accordia kiadó
- Arcok és Énekek antológia, 2014
- Fordulj a fény felé Ars Poetica Versclub, 2014
- Tűz és Víz irodalmi antológia, 2015
- Te és Én irodalmi antológia, 2016
- Kelet felől Irodalmi Művészeti és Társadalomtudományi Folyóirat
- Montázsmagazin Életutak, antológia, 2015
- Zsebkönyv Átváltozás, 4. Holnap magazin, 2016
- Kézen-fogva antológia, 2016
- A pénz jegyese antológia, 2016
- Nyugatplusz
- Útkeresők
- Holnap Magazin, 2017
- A Szó Ünnepe irodalmi antológia, 2019
- Érzés, irodalmi antológia, 2019
- Partium – Napsziget, Hírkút, Irodalmi rádió

### Irodalmi lapok és online felületek
- Agria
- Alkotó
- Art’húr Irodalmi kávéház
- Átalvető
- Dunap’Art Magazin
- Előre - Románia
- Előretolt Helyőrség
- Etna - Szerbia
- Élet és Irodalom
- Fedél Nélkül
- Föveny
- Garabontziás - Románia
- Gondola
- Hargita Népe - Románia
- Hepehupa - Románia
- Hírkút
- Holdkatlan
- Holnap Magazin
- Irodalmi Epreskert
- Kalamáris
- Kalejdoszkóp - Kanada
- Kárpátalja - Ukrajna
- Kláris
- Kelet Felől
- Litera-Túra Irodalmi és Művészeti Magazin
- Magyar Múzsa
- Magyar Szó - Szerbia
- Montázsmagazin
- Mozaik
- Napsziget
- Nyírségi Gondolat
- Nyugat-Plusz
- Partium
- Utunk - Románia
- Várad – Irodalom Művészet Társadalomtudomány - Románia

Több online oldal is közölte verseit..

### Média-megjelenések
- Club Rádió
- Kossuth Rádió
- Gyergyószentmiklósi rádió
- Mária Rádió
- ZUGLÓ TV
- Gyergyószentmiklós - Fény Tv
- 2022 Kanadai magyar rádió (Toronto) interjú

### Díjak
- FAIR PLAY díj (József Attila pályázat) 2009
- Irodalmi emlékdíj - 2012
- Dugonics András Irodalmi díj, költészet kategóriában 2020
- Magyar Művészeti Akadémia zsűri különdíja, a MARADJ OTTHON C. írásával, versével 2021
- Mécs László Irodalmi Díj 2021
- 2022 Algyő antológia pályázat közönség díj
- 2024 a belgrádi Vracar Művelődési központ díja